# Jan Håkan Åberg
Jan Håkan Åberg (auch: Jan Haakan Aaberg; * 10. März 1916 in Falun; † 8. Januar 2012 in Ärentuna bei Uppsala) war ein schwedischer Organist, Kirchenmusiker und Komponist.

## Familie
Jan Håkan Åbergs Eltern waren Överlöjtnant Gustav Åberg und Anna Envall. 1943 heiratete er die Schriftstellerin Berit Romson (* 1917), die Tochter des Pfarrers und Schriftstellers Janne Romson (1873–1956) und Gerda Fransdotter Sjöstedts (1880–1959). Kinder aus dieser ersten Ehe waren Per Anders (* 1948) und Marita (* 1951). Nach der Scheidung am 22. Januar 1970 heiratete er seine zweite Frau Karin Kerstin Birgitta Ljung (1942–2005).

## Leben
Jan Håkan Åberg legte 1934 das schwedische Studentexamen ab, das als Abschluss des Gymnasiums und als Voraussetzung für ein Hochschulstudium galt. 1942 erwarb er an der Universität Uppsala den akademischen Grad filosofie kandidat, der damals einem Bachelor-Abschluss in den Geistes-, Sozial- oder Naturwissenschaften entsprach, und bestand die höhere Orgelprüfung (Högre orgel-examen). Ein Jahr später folgte die höhere Kantorenprüfung (Högre kantors-examen), die ihn für leitende Aufgaben in der Kirchenmusik qualifizierte. Seine Ausbildung schloss er 1945 mit der Musiklehrerprüfung (Musiklärare-examen) an der Königlichen Musikhochschule Stockholm ab.
Beruflich begann Åberg 1943 beim Radiotjänst, dem heutigen Sveriges Radio. Ab 1945 unterrichtete er an der Lehrerbildungsanstalt in Lund (Lunds folkskoleseminarium), bevor er 1947 die Stelle des Organisten in Skövde übernahm.  Ab 1954 war Åberg als Kirchenmusiker in der Gemeinde der Sankt-Olai-Kirche in Norrköping tätig, bevor er 1958 die gleiche Position in der Gemeinde St. Lars in Linköping übernahm. Zuletzt war er Organist am Dom zu Härnösand. Von 1955 bis 1963 gehörte er der Zentralleitung des Schwedischen Kirchenmusikverbands an, ab 1951 war er Mitglied des Zentralkomitees der Gesellschaft Freunde der Kirchenmusik (Sällskapet Kyrkosångens Vänner). 1961 wurde er Sekretär für Kirchenmusik und Mitglied des liturgischen Ausschusses der Schwedischen Kirche. Er war zudem Mitglied eines Komitees für die 1963 veröffentlichte Ergänzung zum schwedischen Choralbuch (Tillägg till Den svenska koralboken) aus dem Jahr 1939.  1969 war er Mitglied des Komitees zur Erstellung des neuen schwedischen Kirchengesangbuchs Den svenska psalmboken.

## Werke

### Lieder im aktuellen schwedischen Kirchengesangbuch,Den svenska psalmboken 1986
- In dulci jubilo, Nr 433, Bearbeitung von 1984[3]
- Så älskade Gud världen all [Also liebte Gott die ganze Welt] Nr. 28, Bearbeitung von 1983[3]

### Orgelmusik
- 46 koralintroduktioner [Choralvorspiele] für Orgel solo; Trelleborg, Trumph, OCLC 706862036, für Choräle aus Den svenska psalmboken.
  - Gud, vår Gud, vi lovar dig. Nr. 1
  - Lova Herren, sol och måne. Nr. 7
  - O store Gud. Nr. 11
  - Tack, gode Gud, för allt som finns. Nr. 23
  - Med tacksam röst och tacksam själ. Nr. 24
  - Kristus är världens ljus. Nr. 37
  - Vi till ditt altarbord bär fram. Nr. 73
  - När vi delar det bröd som han ger oss. Nr. 75
  - När vi delar det bröd som han ger oss. Nr. 75
  - O Jesus Krist, dig till oss vänd. Nr. 78
  - O Guds kärlek, dina höjder. Nr. 86
  - Gläd dig, du Kristi brud. Nr. 104
  - O Betlehem, du lilla stad. Nr. 115
  - Denna dag stod Kristus opp. Nr. 151
  - Livet vann, dess namn är Jesus. Nr. 153
  - Livet vann, dess namn är Jesus. Nr. 153
  - Sorlet har dött. Nr. 166
  - För alla helgon. Nr. 171a
  - För alla helgon. Nr. 171b
  - De skall gå till den heliga staden. Nr. 172
  - Som skimret över hav och sky. Nr. 178
  - Den dag du gav oss. Nr. 191
  - Nu sjunker bullret. Nr. 192
  - Jag lyfter ögat mot himmelen. Nr. 210
  - Gud, för dig är allting klart. Nr. 217
  - Gud, för dig är allting klart. Nr. 217
  - Frälsare, du som äger läkedomen. Nr. 232
  - O salighet, o gåtfullhet . Nr. 234
  - O salighet, o gåtfullhet. Nr. 234
  - Var inte rädd. Nr. 256
  - Det finns djup i Herrens godhet. Nr. 285
  - Det finns en väg. Nr. 303
  - Min Frälsare lever. Nr. 313
  - Tänk, när en gång. Nr. 320
  - Blås på mig, skaparvind. Nr. 368
  - Därför att Ordet bland oss bor. Nr. 377
  - Jesus Kristus är vår hälsa. Nr. 387
  - Tyst, likt dagg som faller. Nr. 395
  - Så som du bjöd vi kommer nu. Nr. 397
  - Du kallar oss till kyrkan. Nr. 409
  - Prisad högt av herdars skara. Nr. 432
  - Kom med glädje och med sång. Nr. 470
  - Guds Son en gång i morgonglans. Nr. 490
  - Den rätt på dig, o Jesu, tror. Nr. 566
- Meditation für Orgel. Publiziert in Vox Angelica, vol. 3, bei Trumpf, Trelleborg. TRP-T-800203

### Vokalmusik
- Alla äro våra bröder [Alle sind unsere Brüder]. Für Klavier und gemischten Chor, OCLC 946935672.
- Åt mig har getts all makt [Mir ist alle Macht gegeben] : Text: Mt 28. 18–20. Evangeliemotette für den Tag der heiligen Dreifaltigkeit für gemischten Chor und Orgel. Frikyrkliga studieförb., Stockholm 1995, OCLC 186977554. Wessmanns Musikförlag.
- Böhmisk Julvisa [Böhmische Weihnachtsweise] für Sopran, Alt und Orgel. Wessmanns Musikförlag.
- Ditt ord, o Jesu bliva må. Für dreistimmigen Frauenchor. Wessmanns Musikförlag.
- Du o Gud är livets källa [Du, o Gott, bist die Quelle des Lebens] für drei Stimmen. Wessmanns Musikförlag.
- Du segern oss förkunnar. Für Sopran, Alt und Bass ad libitum. Wessmanns Musikförlag.
- Fröjda dig storligen dotter Sion [Freue dich sehr Tochter Zion] für den ersten Sonntag im Advent. für gemischten Chor. Wessmanns Musikförlag.
- Gud har icke skonat sin egen son [Gott verschonte seinen eigenen Sohn nicht]. Für Karfreitag. Für Sopran, Alt und Bass. Wessmanns Musikförlag.
- Huru länge skall mitt hjärta. Text: Den Svenska Psalmboken, Nr. 45. Für Sopran, Alt und Bass ad libitum. Wessmanns Musikförlag.
- I himmelen, i himmelen; Text: Laurentius Laurentii Laurinus (1573–1655), Incipit: I himmelen, i himmelen, där Herren Gud själv bor;  für vierstimmigen gemischten Chor; Svensk psalm, nr. 144; A. B. Nordiska Musikförlaget, Stockholm 1942, OCLC 937083082 und: Gehrmans Musikforlag, ISMN 9790070005371 (Suche im DNB-Portal). Deutscher Text: Thomas, Wilhelm (1896 – 1978) Incpit: Im Himmelreich, im Himmelreich, da Gott, der Herr zu Haus. In: Hans Wülfing, Thomas von Schreiner: I Himmelen, 70 Skandinavische Chorstücke für Gemischten Chor (Deutsch und Originalsprache), Edition Peters, 2014 ISMN 9790014117719 (Suche im DNB-Portal)
- In dulci Jubilo. Für drei Stimmen. Wessmanns Musikförlag.
- Kristus är sannerligen uppstånden [Christus ist wahrhaft auferstanden]  für Ostersonntag und Ostermontag für gemischten Chor. Wessmanns Musikförlag.
- Med himlen det blir som för tio jungfrur : diskant och koralsats till Sv.ps. 633. Incipit: Om blott vi vakna. Klockrike. Noteria, cop. 1990, OCLC 186047217.
- O du, som skapat stjärnors här. Für drei Stimmen. Wessmanns Musikförlag, 1962.
- Psalmvesper. Wessmanns Musikförlag.
- Saliga de som hör Guds ord. [Selig sind, die das Wort Gottes hören]. Evangeliemotette für den 3. Fastensonntag für gemischten Chor und ein Tasteninstrument. Noteria, Klockrike cop. 1990, OCLC 186049486.

### Werke für Trompete und Orgel
- Bereden väg för Herran! [Bereitet den Weg des Herrn!] Wessmanns Musikförlag.

### Abhandlungen und Aufsätze
- En ny källa till 1600-talets koralhistoria („Eine neue Quelle zur Choralgeschichte des 17. Jahrhunderts“), 1937
- Några data angående begränsad skapande musikundervisning („Einige Daten zur begrenzten kreativen Musikpädagogik“), 1944
- Anders Jobs, 1949
- En liten Orgelbok. [Ein kleines Orgelbuch] 1. Auflage 1958 .4. Auflage  Verbum, Stockholm 1972, OCLC 879767 (Lehrbuch zur Orgelkunde).
- Klangideal inom orgelbyggeriet : försök till en skiss. [Klangideal im Orgelbau: Versuch einer Skizze]. In: Tidskrift för tidig musik, 1992 (14:2), S. 3–9. ISSN 0280-6177
- Nils Hammarberg in memoriam. In: Orgelforum, 1991 (13:2), ISSN 0280-0047, S. 33–34.
- Ur Härnösands domkyrkas orgelhistoria. [Von der Orgelgeschichte der Kathedrale Härnosand]. Malmö 1979, OCLC 826026544.

### Einspielungen
- I himmelen, i himmelen. Academy Chamber Choir of Uppsala. Ltg.: Stefan Parkman. Aufgenommen zwischen dem 2. und 4. Oktober 1998 in Dänischen Kirche in Uppsala  In: Laudi. Chandos, OCLC 43326815.
- I himmelen, i himmelen Göteborgs Domkirkekor. Ltg.:  Ann Mari Rydberg-Fernlund. Intim Musik, 1993, OCLC 872489615.
- I himmelen, i himmelen. Lunds Kammarkör. Ltg: Eva Bohlin.  Aufgenommen vom 29. Mai bis 1. Juni  1988 in der Stadthalle Lund. In: Glädjens Blomster. Korinell, OCLC 496297193
- I himmelen, i himmelen. Stockholms Motettkör. Ltg.: Dan-Olof Stenlund. Aufgenommen vom 22. bis 24. November 1974 in der Kirche in Tyresö. BIS, OCLC 7873158 und In: Skandinan Choral Music. BIS, OCLC 827897421.